# Районные газеты Алтая
Районные газеты Алтая — газеты, выпускаемые в сельских районах Республики Алтай. Учредителями газет являются государственные и муниципальные организации. В газетах размещается информация о деятельности органов муниципальной власти, районные новости, литературные произведения местных авторов.
| Название                                    | Район           | Языки                         | Год основания | Прежние названия  |
| ------------------------------------------- | --------------- | ----------------------------- | ------------- | ----------------- |
| Чуйские зори Эре-Чуйдыҥ таҥдагы Шүйдің нұры | Кош-Агачский    | русский алтайский казахский   | 1979          | нет               |
| Сельчанка                                   | Майминский      | русский                       | 2008          | Ойротский вестник |
| Ажуда                                       | Онгудайский     | русский алтайский             | 1991          | ?                 |
| Истоки                                      | Турочакский     | русский                       | 2005          | нет               |
| Улаганныҥ солундары                         | Улаганский      | русский алтайский             | 2000          | нет               |
| Голос времени Öйдин ÿни                     | Усть-Канский    | русский алтайский             | 1990          | ?                 |
| Уймонские вести                             | Усть-Коксинский | русский                       | 2000          | нет               |
| Чемальский вестник                          | Чемальский      | русский                       | 1993          | нет               |
| Чойские вести                               | Чойский         | русский                       | 2005          | нет               |
| Сельская новь                               | Шебалинский     | русский ранее также алтайский | 1979          | ?                 |